# Lîpeanka, Șpola
Lîpeanka (în ucraineană Лип'янка) este localitatea de reședință a comunei Lîpeanka din raionul Șpola, regiunea Cerkasî, Ucraina.

## Demografie
Componența lingvistică a localității Lîpeanka
     Ucraineană (98,07%)
     Rusă (1,18%)
     Alte limbi (0,58%)
Conform recensământului din 2001, majoritatea populației localității Lîpeanka era vorbitoare de ucraineană (98,07%), existând în minoritate și vorbitori de rusă (1,18%).

## Legături externe
- pl Lipianka, powiat czehryński în Dicționarul geografic al Regatului Poloniei și al altor țări slave, volum V (Kutowa Wola — Malczyce) anul 1884

- pl Lipianka, wieś nad Tołmaczem Gniłym în Dicționarul geografic al Regatului Poloniei și al altor țări slave, volum XV, p. 2 (Januszpol — Wola Justowska)1902